# Petinet (pletenina)

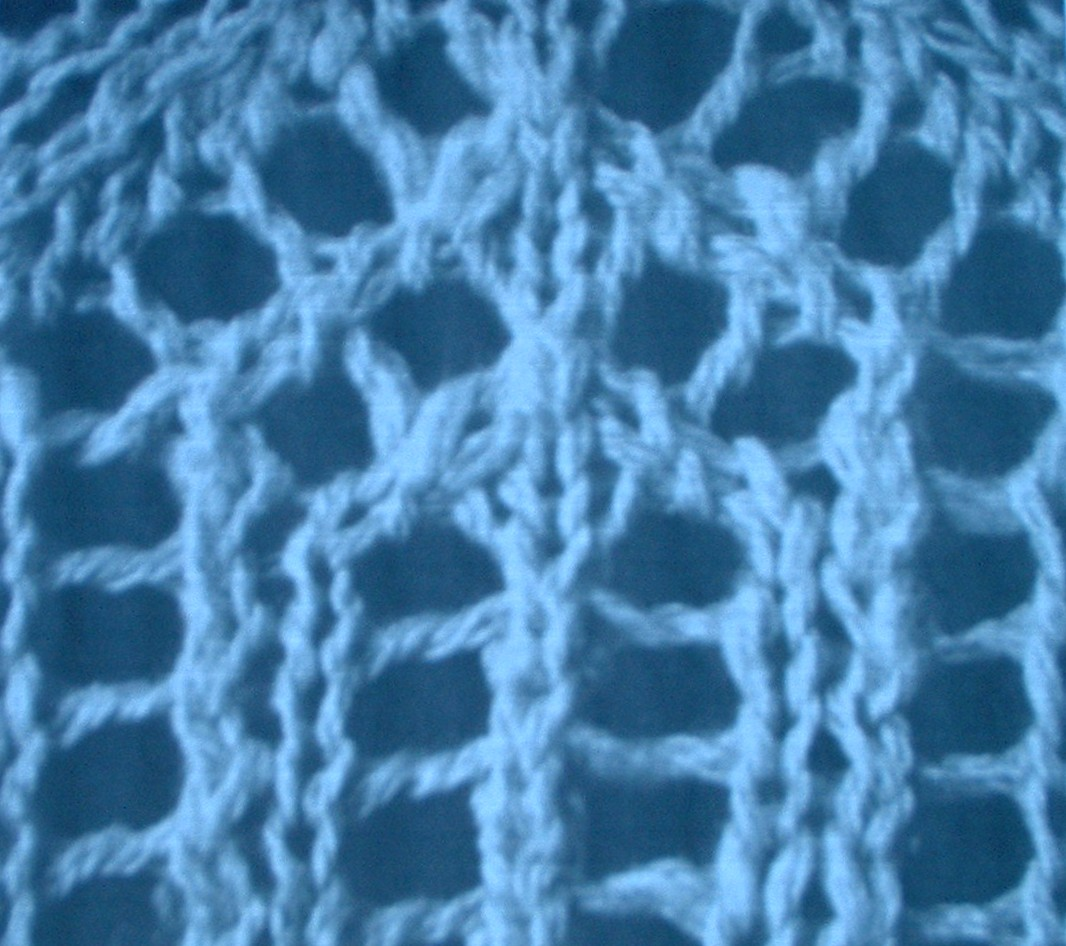
Petinetový vzor v zátažné pletenině

Petinet je zátažná pletenina s prolamovaným dírkovým vzorem. Původní francouzský název se překládá jako jemná síť.

## Způsoby zhotovení petinetu

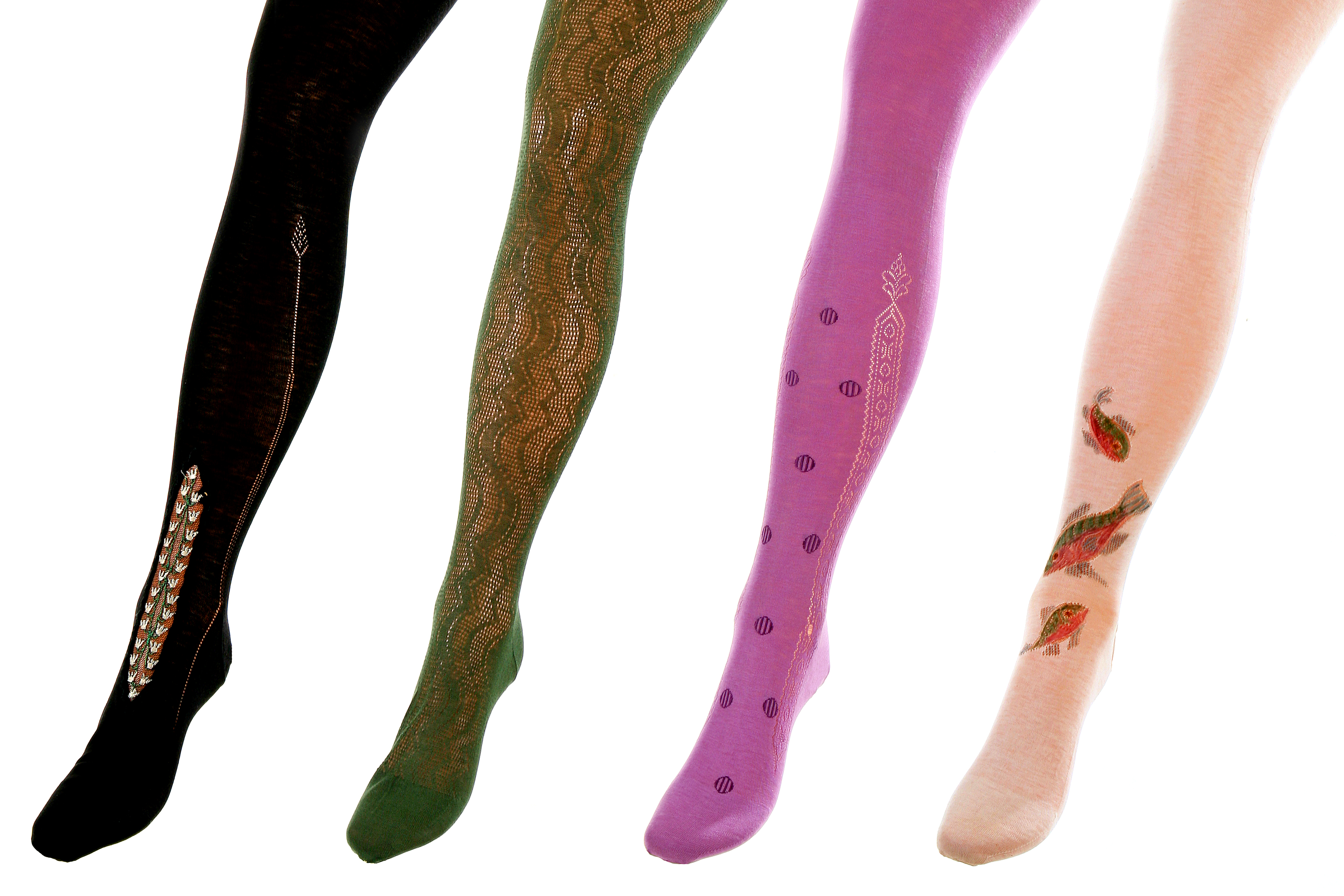
Petinet (v Německu) na začátku 20. století

Jednolicní vazba vzniká na zátažných strojích s jedním jehlovým lůžkem přenášením oček do sousedního sloupku. Nad očkem se vytvoří nejprve záchytná klička a teprve potom nové očko. V pletenině chybí nad sebou dvě očka, čímž se vytvoří charakteristický otvor a vyvýšenina. Očka se dají přenášet jednotlivě nebo i po skupinách, známé je také přenášení poloviny očka (polopetinet). Seskupením otvorů se dají v pletenině vytvářet různé obrazce (viz snímek vpravo).
Oboulícní vazba se dá vytvořit jen na dvoulůžkových strojích převěšováním oček z jednoho lůžka na druhé. Dírky jsou u oboulícních pletenin méně výrazné, protože jsou na lícní straně částečně zakryté rubními očky.
Petinety se původně vyráběly jen na kotonových strojích. Koncem 19. století se pak zejména v Anglii uplatnily tzv. petinetové osnovní pletací stroje na výrobu krajek. V 21. století se vyrábějí petinetové vzory na plochých i na okrouhlých pletacích strojích.

## Vlastnosti a použití petinetu
Pleteniny s petinetovou vazbou mají vysokou prodyšnost, nízkou pevnost a tažnost. Používají se především na dámské vrchní ošacení a punčochy.